# 岡上守道
岡上 守道（おかのえ もりみち、1890年1月28日 - 1943年4月28日）は日本の記者、労働運動家。木曜会、新人会の参加者。クロポトキンとレーニンにちなむ黒田 礼二（くろだ れいじ）の筆名で知られる。

## 略歴
高知県長岡郡大篠村（現・南国市）出身。第一高等学校卒業。東京帝国大学の新人会（前期新人会）に参加。また、麻生久らの木曜会に参加する。1916年に東京帝国大学法科大学経済学科卒業後、満鉄東亜経済調査局に勤務し、ロシア革命について研究。1920年の第2回ILO総会に政府代表嘱託として参加後、大阪朝日新聞モスクワ特派員、ベルリン特派員などを歴任。1922年のプロフィンテルン第2回大会において山本懸蔵の通訳として活躍。1936年に帰国し、朝日新聞社を退社。1940年まで東京銀座で日独交流誌『日独旬刊』を刊行。のち高知新聞などを経て、1942年に衆議院議員に立候補するも落選し、1943年に海軍に召集される。同年、ボルネオに渡航途中、乗っていた船が撃沈されて死去した。

## 家族
実父の岡上周蔵は安芸市で捕鯨会社を経営していたが、早くに亡くなった。母の兔恵は夫の死後、東豊永村（現・大豊町粟生）に転居し裁縫教師となり、地元の実力者・三谷彦衛門と再婚した。ベルリン特派員時代にドイツ人女性シャルロッテ・コルベルクと知り合い、妻子と別れてシャルロットと1928年に再婚し、娘のアントニア浪江をもうける。シャルロットと娘は日本に帰化したが、守道没後アメリカへ渡った。